# Daniel García Córdova
Daniel García Córdova (Ciudad de México, 28 de octubre de 1971) es un atleta mexicano especializado en la marcha atlética.
García consiguió una medalla de oro en la Copa del Mundo de Marcha Atlética de 1993, en Monterrey, y otra en el Campeonato Mundial de Atletismo de 1997, celebrado en Atenas.
Ha participado en tres citas olímpicas. La primera ocasión fue en los Juegos Olímpicos de Barcelona de 1992 en la distancia de 20 kilómetros. Terminó séptimo obteniendo con ello un diploma olímpico. La segunda vez fue en 1996 en los Juegos Olímpicos de Atlanta, donde compitió tanto en los 20 como en los 50 km. Ocupó el puesto 19 en 20 km y el noveno en los 50 km. La tercera ocasión fue en 2000 con motivo de los Juegos Olímpicos de Sídney, esta vez solo en la distancia de 20, donde terminó en el puesto 12.

## Mejores marcas personales
| Mejores marcas personales | Mejores marcas personales | Mejores marcas personales  | Mejores marcas personales |
| Distancia                 | Tiempo                    | Lugar                      | Fecha                     |
| ------------------------- | ------------------------- | -------------------------- | ------------------------- |
| 10 000 m                  | 38:26.4                   |                            | 17 de mayo de 1997        |
| 20 km                     | 1h:18:27                  | Poděbrady, República Checa | 19 de abril de 1997       |
| 50 000 m                  | 3h:54:45.6                | Bergen, Noruega            | 25 de mayo de 1995        |
| 50 km                     | 3h:50:05                  | Atlanta, Estados Unidos    | 2 de agosto de 1996       |
| PC - Pista Cubierta       |                           |                            |                           |